# Leucania zachii
Leucania zachii är en fjärilsart som beskrevs av Bohatsch 1879. Leucania zachii ingår i släktet Leucania och familjen nattflyn. Inga underarter finns listade i Catalogue of Life.